# Superficie alare
La superficie alare (che in genere viene indicata in letteratura con "S") è l'organo aerodinamico che grazie alla sua forma e durante il suo moto nel fluido (generalmente in un velivolo) genera una forza aerodinamica scomponibile in due forze: una diretta in genere verso l'alto, mentre la seconda si oppone al moto nel fluido.
Viene definita come l'area della forma in pianta alare, ivi compresa la parte esistente o non esistente racchiusa in fusoliera. Le forze che si generano sono la portanza e la resistenza, la prima è responsabile del sostentamento dell'aeromobile, mentre la seconda è la forza che si oppone al moto che viene contrastata dal sistema propulsivo.
In pratica la reazione aerodinamica totale si scompone in portanza e resistenza, che sono le due grandezze più importanti per determinare le caratteristiche di una superficie alare. Esiste un grafico chiamato la "polare dell'ala" che dà, per ogni valore del coefficiente di portanza, il relativo valore di coefficiente di resistenza aerodinamica per ogni angolazione o incidenza del profilo rispetto alla sua direzione di moto.

## Superfici di controllo del volo

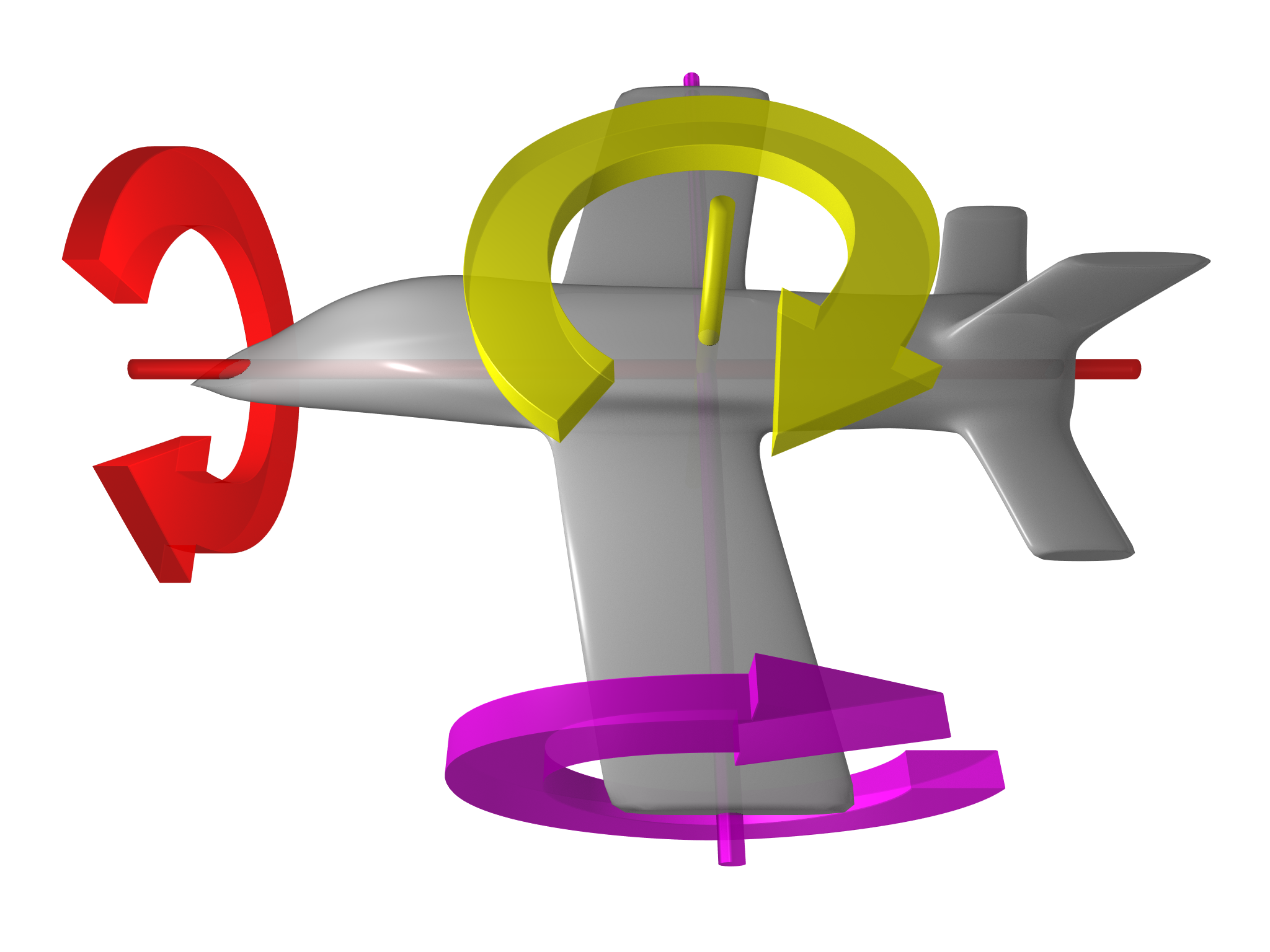
Rotazioni attorno agli assi corpo di un velivolo:
● beccheggio
● imbardata
● rollio.

Le superfici di controllo del volo sono quelle superfici alari dei velivoli che consentono al pilota di regolare e controllare l'assetto di volo.

### Principali assi di movimento
Un aeromobile è libero di ruotare attorno a tre assi perpendicolari tra loro che si intersecano al centro di gravità. Per controllare la posizione e la direzione, il pilota deve essere in grado di controllare la rotazione di ciascuno di essi.

#### Asse verticale (yaw)

Il moto prodotto dall'imbardata di un aeromobile

L'asse di imbardata verticale (yaw) è definita come l'asse perpendicolare alle ali e alla linea normale di volo, con origine nel baricentro e diretto verso il basso del velivolo.

#### Asse longitudinale (roll)

Il moto prodotto dal rollio di un aeromobile

Il rollio (pron. rollìo) è un termine utilizzato in campo aeronautico che indica l'oscillazione di un velivolo intorno al proprio asse longitudinale (anche detto, in questo caso asse di rollio, il quale passa per i "centri di rollio").

#### Asse laterale (pitch)

Il moto prodotto dal beccheggio di un aeromobile

Il beccheggio è un termine utilizzato in campo aeronautico che indica l'oscillazione di un velivolo intorno al proprio asse trasversale (anche detto, in questo caso, asse di beccheggio).

## Superfici principali
Le superfici alari presenti in un aeroplano sono:
- ala composta da due semiali (o 4 nel caso dei biplani)

Superfici principali di controllo del volo di un Boeing 727

- piano di coda
- piano di deriva